# Region Kozła

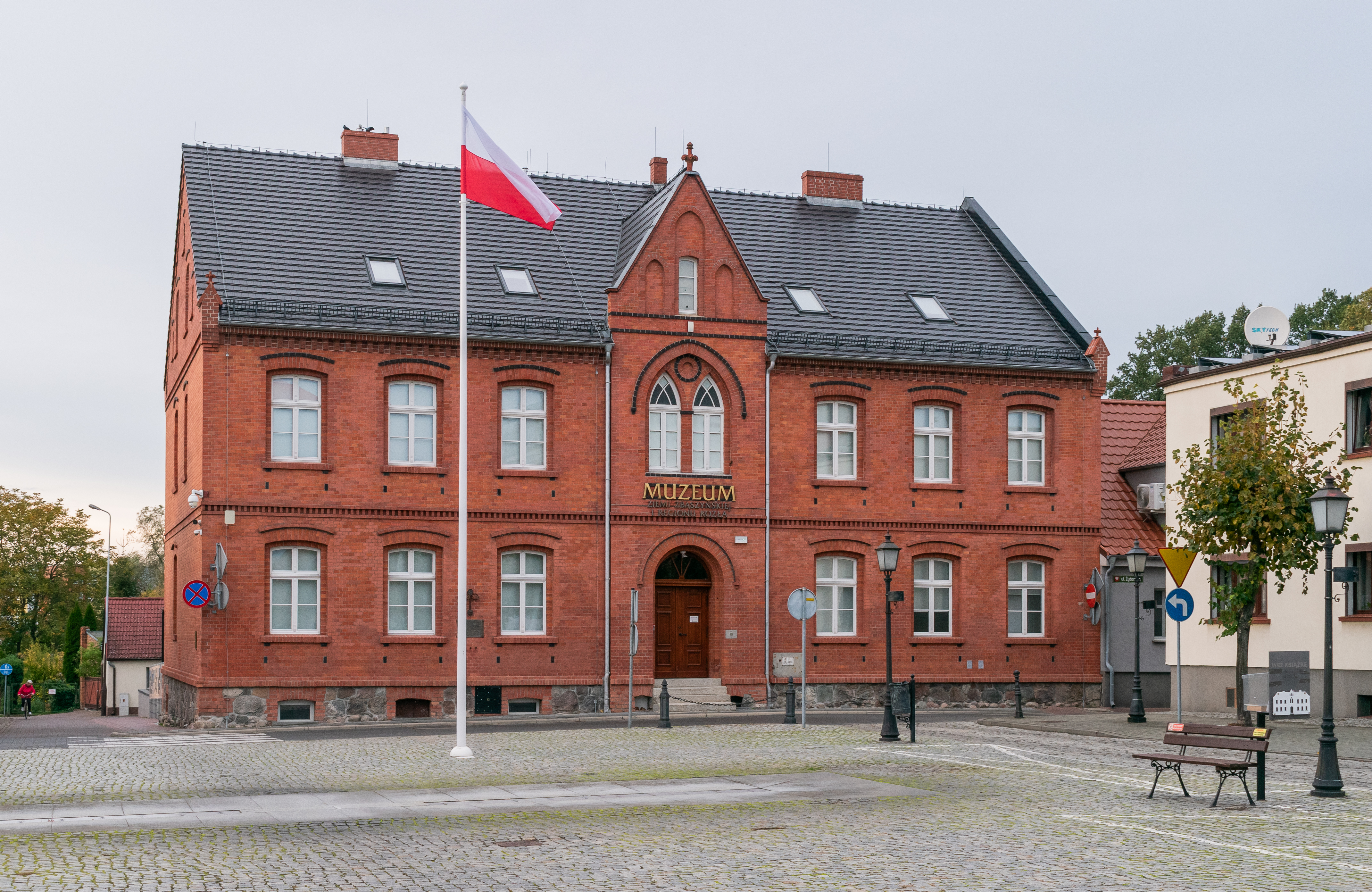
Muzeum Ziemi Zbąszyńskiej i Regionu Kozła w Zbąszyniu (Rynek)

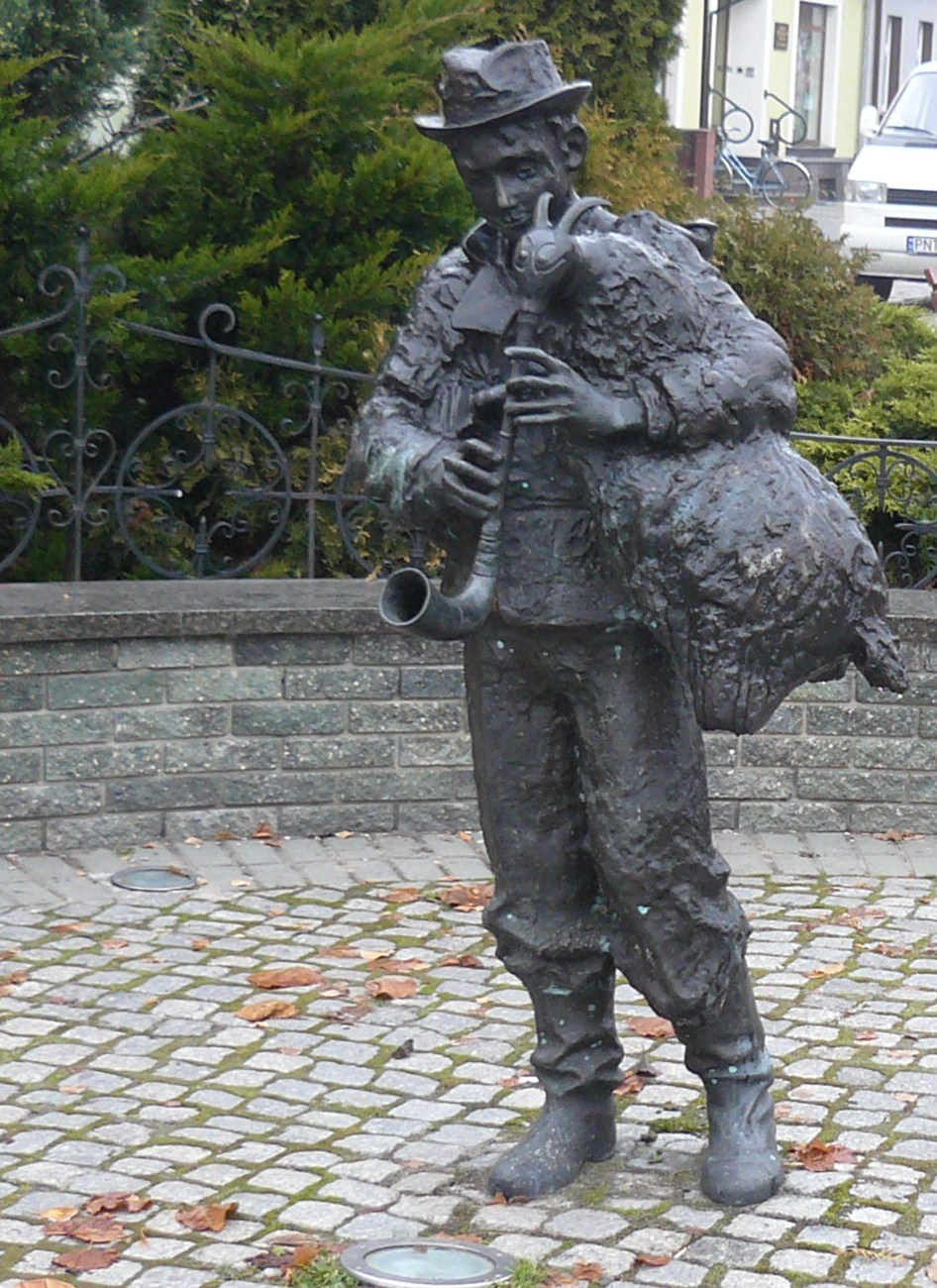
Muzykant z kozłem w Zbąszyniu - symbol regionu

Region Kozła – stowarzyszenie gmin znajdujących się na pograniczu woj. wielkopolskiego i woj. lubuskiego. Obejmuje 6 gmin z pięciu powiatów; Babimost, Kargowa pow. zielonogórski, Siedlec pow. wolsztyński, Zbąszyń, Zbąszynek pow. świebodziński, Trzciel pow. międzyrzecki. Do marca 2011 roku w skład Regionu Kozła wchodziło również Miedzichowo pow. nowotomyski.

## Stowarzyszenie
Gminy te w 1997 r. zawiązały Stowarzyszenie Gmin Rzeczypospolitej Polskiej Region Kozła, podpisując porozumienie na wspólne kreowanie wizerunku regionu jako ośrodka o dużych możliwościach rozwoju turystycznego, kulturalno-oświatowego oraz gospodarczego.

## Muzyka w Regionie Kozła
Nazwa Regionu pochodzi od instrumentu ludowego, kozła, który jest jego symbolem. Do dziś w gminach Stowarzyszenia gra się na tym instrumencie. Kozioł razem ze skrzypcami i klarnetem tworzą typową kapelę.
We wsi Nądnia (gmina Zbąszyń) mieszka jeden z nielicznych w Polsce budowniczych kozłów, Marek Modrzyk.
Kopanica (wieś w gminie Siedlec) jest obecnie centrum kulturalnym z organizowanym tam Konkursem Muzyki Ludowej, dedykowanym tradycjom koźlarskim Regionu, będącym wspaniałym przeglądem (ok. 200 uczestników) muzyki dudziarskiej i koźlarskiej w skali ogólnopolskiej.
W dniach 15-17 czerwca 2007 ma miejsce VI Konkurs Muzyki Ludowej - w 70 lat od pierwszej edycji.
Udział biorą artyści m.in. z Podhala (Kapela Góralska Jan Karpiela Bułecki z Zakopanego, Zespół Regionalny "Połanioki" z Kościeliska), Czech (Kapela Dudziarska "Prdus" z Pragi).
Muzycy prezentowali swój kunszt na Szlaku Koźlarskim im. Tomasza i Walentego Brudłów (Kopanica-Wąchabno-Wojnowo-Stare Kramsko), w czasie Dudziarskiego Pleneru i Nocy Świętojańskiej nad jeziorem w Wąchabnie, a także na trasie przejazdu specjalnego pociągu 16 czerwca 2007 na trasie Wolsztyn-Kopanica (na stacjach Wolsztyn, Powodowo, Żodyń i Kopanica) oraz "Dudziarskiego Pociągu" na trasie Poznań-Wolsztyn 17 czerwca 2007.

## Cechy administracyjne Regionu Kozła
Region Kozła ma pow. 1086 km² i zamieszkuje go ok. 57 000 mieszkańców. W Babimoście jest duże lotnisko pasażerskie, jedyne tej klasy w woj. lubuskim. Przez Zbąszyń i Zbąszynek przebiega magistrala kolejowa Wschód-Zachód; zwłaszcza ważna jest ta druga stacja, duży węzeł PKP, gdzie zatrzymują się pociągi krajowe i międzynarodowe. Między Trzcielem a Zbąszyniem przebiega autostrada Wschód-Zachód.